# شنتال صليبا
شنتال صليبا (مواليد 1985) هي مذيعة أخبار لبنانية.

## حياتها الشخصية والمهنية
شنتال من مواليد مجدليون، قضاء صيدا. درست الاقتصاد وماجستير بالعلاقات الدولية في جامعة القديس يوسف.
بدأت عملها بعمر ال17 سنة في قناة هي، بعدها عملت مع قناة إم تي في اللبنانية بعد عودتها عام 2009. انتقلت للعمل في سكاي نيوز عربية في تشرين الأول 2014.
تزوجت من مارون أبي خليل عام 2009 ولديها ابنتين.